# Mord i ørkenen
Mord i ørkenen (originaltitel: Murder in Mesopotamia) er en kriminalroman af Agatha Christie, der udkom i 1936. Romanen blev udgivet i en dansk oversættelse i 1963. Hovedpersonen i romanen er Hercule Poirot.

## Handling
I Agatha Christies Murder in Mesopotamia er et hold arkæologer i Irak. Holdets leder er dr. Leidner, der er gift med den utroligt smukke Louise. 
Resten af holdet bryder sig ikke om Louise, fordi de føler, at hun har ødelagt atmosfæren mellem vennerne. Louise går dem også på nerverne ved at sige, at nogen vil dræbe hende, og at en maskeret mand har slået på hendes rude. 
Ingen tror hende, men dr. Leidner elsker hende utroligt meget, selv om han heller ikke tror på hende. Så han ansætter en sygeplejerske, der skal være sammen med Louise, så hun ikke gør en ulykke på sig selv. 
Det gør hun ikke – men til gengæld bliver hun fundet død på sit værelse.
Ingen ved, hvem morderen er, så Hercule Poirot bliver tilkaldt. Mens han prøver at finde morderen, dør også dr. Leidners bedste veninde, Anna Johnson. 
Hercule Poirot går til værks!
Anmeldelse skrevet af N. Bozo fra Boggnasker.dk

## Eksterne links
- Murder in Mesopotamia Arkiveret 11. juni 2008 hos  Wayback Machine at the official Agatha Christie website
- Internet Movie Database